# L'Âge d'or (film, 2019, Oswald)
Pour les articles homonymes, voir Âge d'or (homonymie).
Ne doit pas être confondu avec L'Âge d'or (film, 2019, Suru).
Pour plus de détails, voir Fiche technique et Distribution.
L'Âge d'or (Golden Age) est le premier film de Beat Oswald et Samuel Weniger (coréalisateur), sorti en 2019.
Ce documentaire donne un aperçu d’une luxueuse maison de retraite, « Palace » à Miami. Des prises de vue documentaires et artistiques montrent comment les résidents passent la dernière phase de leur vie. Nous voyons des portraits individuels des résidents ainsi que leurs diverses activités, de la happy hour à la fête d’Halloween.